# Варгас, Фред
Фред Варгас (фр. Fred Vargas, настоящая фамилия: Фредерик Одуэн-Рузо фр. Frédérique Audouin-Rouzeau; р. 7 июня 1957, Париж, Франция) — французская писательница, историк-медиевист и археолог. Её детективы награждались престижной международной премией «Ассоциации писателей-криминалистов» «CWA International Dagger» в 2006, 2008 и 2009 годах. Она — первый автор, который трижды был награждён этой премией.

## Биография
Фредерик Одуэн-Рузо родилась 7 июня 1957 года в Париже. Её отец Филипп Одуэн — писатель, мать — инженер-химик. Брат Стефан Одуэн-Рузо — историк, сестра Жо Варгас — художница.
Окончила лицей Мольера в Париже. С 1988 года работала во французском Национальном центре научных исследований, где специализировалась на археозоологии. Она исследовала ядерных в Институте Пастера. Фредерик проводила эпидемиологические исследования «Черной смерти» и бубонной чумы, написав в 2003 году на эту тему научный труд «Les chemins de la peste» (Пути Чумы).

## Литературная карьера
Литературный псевдоним Одуэн-Рузо создала от сокращения формы своего настоящего имени Фредерик — «Фред», а фамилию «Варгас» она позаимствовала у Марии Варгас, персонажа фильма Босоногая графиня, которую сыграла американская актриса Ава Гарднер.
Старшая сестра-близнец Жоэль, появилась на свет на 10 минут раньше Фредерик, стала художницей и выбрала для себя псевдоним Джо Варгас.
Большую часть книг Фред Варгас составляют уголовные триллеры. Работа над новыми произведениями помогает ей совместить свои увлечения и отдохнуть от науки.
Её первый роман «Игры любви и смерти» (фр. Les Jeux de l'amour et de la mort) получил приз фестиваля французского детектива в городе Коньяк в 1986 году.
Во втором романе появляется главный герой писательницы — комиссар парижской полиции Жан-Батист Адамсберг и его команда. Любовь писательницы к Средневековью наложила отпечаток на многие из её книг, появившись в виде Марка Вандеслера, молодого специалиста из этого исторического периода.
Книга «Мертвые, вставайте» (фр. Debout les morts) была признана лучшим французским детективным романом 1995 года.
В 2006 году её роман «Три Евангелиста» (фр. Debout les Morts) получил Премию «CWA International Dagger». Через два года, в 2008 г. она была награждена ещё одной премией за роман «Смой эту кровь с моей руки» (фр. Sous les vents de Neptune, lit. Under Neptune'S Winds). В 2009 году Варгас третий раз была награждена премией «CWA International Dagger» за роман «Человек, рисующий синие круги» (фр. l'homme aux cercles bleus) и стала первой писательницей, которая трижды была награждена этой премией.
Лауреат премии принцессы Астурийской (2018).

## Взгляды
Фред Варгас принимала участие в защите Чезаре Баттисти, итальянского писателя и левого террориста. Он был признан виновным в четырёх убийствах в 1970-х годах, во время периода «Свинцовых семидесятых» в Италии.

### Детективная проза
Комиссар Адамберг (Полицейский детектив, триллер):
- 1991 — Человек, рисующий синие круги;
- 1999 — Человек наизнанку;
- 2000 — Четыре реки;
- 2001 — Уйди скорей и не спеши обратно;
- 2004 — Игра Нептуна;
- 2006 — Вечность на двоих;
- 2008 — Заповедное место;
- 2011 — Адское воинство;
- 2015 — Холодное время;
- 2017 — Когда выходит отшельник;
- 2023 — На каменной плите

Три евангелиста (Криминальный детектив):
- 1995 — Мертвые, вставайте;
- 1996 — Неправое дело;
- 1997 — Бесприютный;

Другие произведения:
- 1986 — «„Les Jeux de l’amour et de la mort“»
- 1994 — «„Ceux qui vont mourir te saluent“»
- 2001 — «„Petit Traité de toutes vérités sur l’existence“»
- 2003 — «„Critique de l’anxiété pure“»
- 2004 — «„La Vérité sur Cesare Battisti“»

### Научные произведения
Печатает под своей настоящей фамилией Фредерик Одуэн-Рузо:
- Ossements animaux du Moyen Âge au monastère de la Charité-sur-Loire (1986)
- Hommes et animaux en Europe: corpus de données archéozoologiques et historiques (1993)
- Les Chemins de la peste, le rat, la puce et l’homme (2003, переиздана в 2007)
- Un aliment sain dans un corps sain: Perspectives historiques (2007)

## Экранизация произведений
- 2007 — «Уйди скорей и не спеши обратно» (фр. Pars vite et reviens tard), режиссёр Режис Варнье.